# Uszaki (stacja kolejowa)
Uszaki (ros. Ушаки) – stacja kolejowa w miejscowości Uszaki, w rejonie tośnieńskim, w obwodzie leningradzkim, w Rosji. Położona jest na linii Petersburg - Moskwa.

## Historia
Stacja powstała w czasach carskich na Kolei Mikołajewskiej, pomiędzy stacjami Tosno i Lubań.